# Liuixalus shiwandashan
Espèce
Liuixalus shiwandashan est une espèce d'amphibiens de la famille des Rhacophoridae.

## Répartition
Cette espèce est endémique du Guangxi en Chine. Elle se rencontre vers 937 m d'altitude sur le mont Shiwanda.

## Description
Le mâle holotype mesure 17,14 mm, les mâles mesurent de 16,2 à 18,5 mm et les femelles de 19,2 à 19,6 mm.

## Étymologie
Son nom d'espèce lui a été donné en référence au lieu de sa découverte, le mont Shiwanda.

## Publication originale
- Qin, Mo, Jiang, Cai, Xie, Jiang, Murphy, Li & Wang, 2015 : Two new species of Liuixalus (Rhacophoridae, Anura): Evidence from morphological and molecular analyses. PLoS One, vol. 10, no 8, p. e0136134 1–17 (texte intégral).